# Tom Neale
Thomas Francis Neale (* 6. November 1902 in Wellington, Neuseeland; † 27. November 1977) war ein neuseeländischer Einsiedler und Überlebenskünstler. Er verbrachte den Großteil seines Lebens auf den Cookinseln und insgesamt 16 Jahre allein auf der Insel Anchorage im Atoll Suwarrow. Der Aufenthalt dort war die Grundlage für seine populäre Autobiografie An Island to Oneself (sinngemäß: Eine Insel für sich allein).

## Leben

### Frühes Leben
Thomas Francis Neale wurde in der neuseeländischen Hauptstadt Wellington geboren. Seine Eltern waren Frank Frederick Neale und Emma Sarah Neale (geborene Chapman). Die Familie siedelte auf die Südinsel nach Greymouth um, als er noch ein Baby war. Mit sieben Jahren zogen sie nach Timaru. Er trat der Royal New Zealand Navy als junger Mann bei, war aber mit 18 Jahren zu alt, um sich als Seemann zu bewerben und schrieb sich stattdessen als Ingenieursanwärter ein. In den nächsten vier Jahren fuhr er auf Schiffen der Marine durch den Pazifik. Er kaufte sich danach aus der Navy frei, um die Inseln selbst entdecken zu können. Neale verbrachte die nächsten sechs Jahre damit, von Insel zu Insel zu ziehen. Er nahm in dieser Zeit kleinere Jobs an, um seinen Lebensunterhalt zu bestreiten.
Nachdem er 1928 zurück nach Timaru gegangen war, kehrte Neale in den Pazifik zurück und siedelte sich auf dem französisch-polynesischen Moorea an, wo er bis 1943 lebte. Er übte dort diverse Berufe aus und genoss sein Leben. Ihm wurde Arbeit als Bewacher von Verkaufsläden angeboten, während deren Besitzer auf Reisen waren. In dieser Eigenschaft war er auch ein Berater für die lokalen Gemeinden. Er traf sich mit dem Autor Robert Dean Frisbie in Rarotonga und wurde durch dessen Erzählungen auf das Atoll Suwarrow, auf dem Frisbie kurz gelebt hatte, aufmerksam. Im Jahr 1945 hatte Neale die Gelegenheit Suwarrow kurz zu besuchen, als ein Schiff Steine für den Bau eines Überwachungspostens auf die Insel brachte. Er entschied dabei für sich, dass er auf dieser Insel leben will.

### Erster Aufenthalt auf Suwarrow
Im Oktober 1952 konnte er eine Überfahrt auf einem Schiff buchen, welches dicht an Suwarrow vorbeifuhr. Die Insel war seit Ende des Zweiten Weltkrieges unbewohnt. Das Schiff setzte ihn mit seinen zwei Katzen und seinen Versorgungsgütern auf Anchorage ab. Auf der Insel befanden sich eine Hütte, Wassertanks, sowie einige Bücher und ein schwer beschädigtes Boot, die Überbleibsel des Überwachungspostens auf der Insel. Es gab auch Wildschweine und wilde Hühner auf der Insel, wobei die Wildschweine Anpflanzungen unmöglich machten, da sie diese regelmäßig zerstörten. Er errichtete daraufhin einen Hochsitz über der Hütte und jagte die Schweine. Den Garten legte er neu an, zähmte die Hühner und reparierte das Boot. Seine Ernährung bestand aus Fisch, Hühnern, Eiern, Kokosnüssen und Brotfrüchten.
Nach zehn Monaten besuchte ein Pärchen mit seiner Yacht die Insel, da die Behörden sie gebeten hatten, sich nach seinem Wohlbefinden zu erkundigen. Das Pärchen blieb einige Tage und regte Neale an, den Steg zu reparieren, der seit dem Zweiten Weltkrieg stark verfallen war. Es bedurfte sechs Monate Arbeit, um den Steg zu reparieren. Einen Tag nach seiner Fertigstellung wurde er von einem schweren Sturm zerstört.
Im Mai 1954 verletzte er sich am Rücken, als er einen Anker aus seinem Boot warf. Er schaffte es, zu seiner Hütte auf der anderen Seite des Atolls zurückzukehren und lag dort die nächsten Tage halb bewusstlos. Ein weiteres Pärchen erreichte mit seiner Yacht die Insel, ohne von seiner Existenz zu wissen und fand ihn mit Schmerzen vor, konnte ihn aber gesund pflegen. Sie benachrichtigten die Regierung der Cookinseln, welche ein Schiff entsandte, um ihn vom Atoll zu holen. Laut den Biografen A. H. Helm und W. H. Percival kehrte Neale im Juli 1954 nach Rarotonga zurück. Die Probleme mit seinem Rücken traten einige Monate nach seiner Rückkehr nach Suwarrow im Jahr 1956 auf. Neale glaubte, er habe ein Problem mit der Bandscheibe, es handelte sich aber um Arthrose.

### Zweiter Aufenthalt
Neale wollte nach Suwarrow zurückkehren, sobald sein Rücken verheilt war, wofür die Regierung aber nicht die Verantwortung übernehmen wollte. Er heiratete Sarah Haua (geboren 1924) am 15. Juni 1956. Die beiden hatten zwei Kinder, Arthur und Stella.
Zwischen März und April 1960 konnte er auf das Atoll zurückkehren, dieses Mal mit sorgfältiger ausgewählter und teurerer Ausrüstung. Bei diesem Aufenthalt erhielt er Besuch vom Bordhelikopter eines US-amerikanischen Kriegsschiffes, welcher eine halbe Stunde auf der Insel verblieb und dann zu seinem Schiff zurückkehrte. Der britische Autor Noel Barber erfuhr von Neals Aufenthalt auf der Insel aus einem Bericht der United States Navy und stattete ihm einen Besuch ab. 14 Monate später erhielt er erneut Besuch, dieses Mal von einem alten Freund von Rarotonga, welcher dem Gerücht nachgehen wollte, dass Neale verstorben sei. Viele Monate später besuchte ein Ehepaar mit seiner Tochter die Insel. Ihr Boot wurde in der Nacht auf ein Riff getrieben, sodass sie mehrere Monate gemeinsam auf der Insel lebten, ehe sie einem Passagierschiff mit Spiegeln ein Notsignal geben konnten.
Im Januar 1964 kehrte er nach dreieinhalb Jahren freiwillig nach Rarotonga zurück. Seine Entscheidung basierte zum Teil darauf, dass Perlentaucher ihn auf seiner Insel häufig besucht hatten, was er als unerträglich empfand.
Seine Autobiografie An Island to Oneself gibt sein Leben auf der Insel während seines zweiten Aufenthaltes wieder. Es wurde mit der Hilfe von Barber geschrieben, welcher auch die Einleitung zum Buch verfasste. Das Buch verkaufte sich so gut, dass er die Einnahmen verwenden konnte, um weiteren Nachschub für einen erneuten Aufenthalt zu beschaffen.

### Dritter Aufenthalt und Tod
In seiner Abwesenheit statteten andere Personen der Insel einen Besuch ab oder lebten dort. Im Jahr 1964 lebte June von Donop, ein ehemaliger Angestellter aus Honolulu, für einige Wochen in der Hütte auf der Insel, während seine Crew auf dem Boot in der Nähe blieb. Zwischen 1965 und 1966 war Michael Swift allein auf Suwarrow, war aber nicht vertraut mit den notwendigen Überlebenstechniken und konnte daher nur schwerlich Nahrung finden. Viele Besucher der Insel hinterließen Nachrichten für Neale.
Neale kehrte im Juni 1967 auf das Atoll zurück. Er wurde im November 1970 vom deutschen Segler Rollo Gebhard auf der Insel besucht, der diese Begegnung in seinem Buch Ein Mann und sein Boot schildert. Neale blieb dort bis 1977, als eine Yacht ihn mit Magenkrebs auf der Insel vorfand und nach Rarotonga zurückbrachte. Trotz einer Behandlung durch den tschechischen Krebsspezialisten Milan Brych verstarb er acht Monate später. Sein Grab befindet sich auf dem RSA Friedhof von Rarotonga, gegenüber dem Flughafen.
Auf seinem Grabstein ist sein Geburts- bzw. Sterbedatum mit dem 2. November 1902 und dem 29. November 1977 angegeben. Auf seinem Totenschein ist als Sterbedatum der 30. November 1977 vermerkt. Seine Tochter gibt die entsprechenden Daten mit dem 6. November 1902 bzw. dem 27. November 1977 an.

## Werke
- Südsee – Trauminsel, mit einem Vorwort von Rollo Gebhard und Epilog von Stella Neale, Conrad Stein Verlag,  ISBN 3-89392-505-8 Outdoor Handbuch deutsch, Neue Auflage mit ergänztem unveröffentlichten Material. Diese Ausgabe hat ein gelben Titelumschlag. Es gibt auch eine Ausgabe in roter Farbe, ohne die erwähnten Ergänzungen, welche vermutlich etwas älter ist, unter der ISBN 3-922965-26-1 vom gleichen Verlag. Das dortige Titelbild ist laut Informationen im Buch von Wilfried Erdmann.